# 斐利亞修斯的第蒙
斐利亞修斯的第蒙（前320年—前230年），又作提蒙(弗利翁特的)。懷疑論者，生於斐利亞修斯島，第蒙後來移居迦克墩（希臘語：Χαλκηδών，英語：Chalcedon），在此以詭辯學派的學問方法出名，爾後又移居雅典，直至逝世。